# Chiralité (chimie)
Pour les articles homonymes, voir Chiralité.

Les deux premières molécules sont l'image l'une de l'autre dans un miroir. Si on tourne la première, on voit qu'elle n'est pas superposable à la seconde.

En chimie, un composé est dit chiral (du grec χείρ : la main) s'il n'est pas superposable à son image dans un miroir plan.
Il existe un certain nombre de raisons pour lesquelles une molécule peut être chirale :
- la présence d'un ou plusieurs centres asymétriques (sauf certaines conditions particulières de symétrie) ;
- une forme en hélice ;
- un plan de chiralité.

Louis Pasteur établit en 1848 le lien entre pouvoir rotatoire et chiralité moléculaire, qu'il appelle dissymétrie moléculaire ; le terme « chiralité » est introduit en 1894 par Lord Kelvin,:
« I call any geometrical figure, or group of points, 'chiral', and say that it has chirality if its image in a plane mirror, ideally realized, cannot be brought to coincide with itself »
— William Thomson Baron Kelvin, The Molecular Tactics of a Crystal, Clarendon Press
        
« J'appelle toute figure géométrique, ou groupe de points, « chirale », et je dis qu'elle est chirale si son image dans un miroir plan, idéalement réalisée, ne peut pas être amenée à coïncider avec elle-même. »
— traduction littérale
Le concept de chiralité existe également dans d'autres domaines.

## Énantiomérie et diastéréoisomérie

### Énantiomérie
Si une molécule est chirale, elle possède au moins deux formes dites énantiomères qui se différencient par une configuration absolue opposée. Il est nécessaire que tous les éléments asymétriques soient opposés entre une molécule et son énantiomère.

### Diastéréomérie
Lorsqu'une molécule A est totalement équivalente à une molécule B si ce n'est pour la configuration absolue de ses centres asymétriques, et que A et B ne sont pas énantiomères, alors A et B sont dits diastéréomères l'un de l'autre.

#### Épimérie
Si les molécules A et B, diastéréomères l'une de l'autre, ne se différencient que par la configuration absolue d'un seul centre asymétrique, ils sont alors appelés « épimères ». Les réactions chimiques visant à inverser la configuration absolue d'un seul centre asymétrique s'appellent « épimérisation ».

## Aspects historiques

### Notation
Avant les possibilités modernes de détermination de la structure exacte d'une molécule ou lorsque la structure n'a pas été déterminée, c'est-à-dire lorsqu'il n'est pas possible de déterminer la configuration absolue d'une molécule, on peut tout de même indiquer le sens de l'activité optique du composé : + et –, anciennement d et l.
Une solution faisant tourner le plan de polarisation d'un faisceau de lumière polarisée dans le sens inverse des aiguilles d'une montre contient un isomère optique (−) (c'est le contraire pour un isomère optique (+)). La biréfringence est à l'origine de ce phénomène et est décrite en détail dans l'article Pouvoir rotatoire. Cette propriété a été observée pour la première fois par Jean-Baptiste Biot en 1815 et a acquis une importance considérable dans l'industrie des sucres, la chimie analytique et l'industrie pharmaceutique. Louis Pasteur a montré en 1848 que l'activité optique est liée à la chiralité (critère de Pasteur).

### En chimie de coordination
Si la chiralité est une propriété très présente dans l'histoire et le présent de la chimie organique qui a pour objet les molécules à base de carbone, il faut souligner l'importance de la chiralité dans l'histoire de la chimie de coordination qui s'intéresse aux complexes métalliques. C'est sur la base d'arguments basés sur la chiralité qu'Alfred Werner a postulé l'importance de la géométrie octaédrique pour les complexes très communs des métaux de transition qui possèdent six ligands. Pour prouver leurs théories, Werner et ses collaborateurs ont dû isoler les formes énantiomériquement pures de complexes métalliques. Par ailleurs, ils ont aussi prouvé que la chiralité en chimie n'était pas seulement associée au carbone en isolant le premier complexe énantiomériquement pur qui ne contenait aucun atome de carbone. Pour ces travaux, Alfred Werner a reçu le prix Nobel de chimie en 1913.

## Une molécule chirale, deux énantiomères
Une molécule est chirale dès lors qu'elle ne présente aucune symétrie intrinsèque. Elle peut alors théoriquement se présenter sous deux formes, images l'une de l'autre dans un miroir, donc symétriques l'une de l'autre par rapport au plan que représente le miroir. Ces deux formes ne sont pas superposables. Elles constituent un couple d'énantiomères (du grec enantios « opposé »).
De la même façon, une chaussure est un objet chiral car elle n'est pas superposable à son image dans un miroir. Ses deux énantiomères sont la chaussure droite et la chaussure gauche.
Deux molécules énantiomères ont les mêmes propriétés physiques (solubilité, température d'ébullition, etc.) mais des propriétés biologiques différentes. Elles peuvent être différenciées par une propriété optique, la déviation de la lumière polarisée : l'un des composés la dévie à droite et l'autre à gauche. Par exemple, l'acide lactique existe en deux formes énantiomères : l'acide lévo-lactique et l'acide dextro-lactique.

### Molécules contenant un «centre stéréogène»
Les centres stéréogènes d'une molécule sont très généralement des atomes de carbone asymétriques.
La distribution d'atomes différents dans l'espace, par exemple autour d'un point, peut conduire à des situations non superposables dans un miroir, donc des objets différents.
En général, le carbone tétravalent peut accepter quatre substituants différents sur chacune de ses quatre liaisons, ce qui donne lieu à deux formes non superposables dans un miroir, des énantiomères dénommés R et S (de Rectus et Sinister, droit et gauche en latin) :
Un tel atome de carbone est habituellement appelé « carbone asymétrique ». La présence d'un tel atome de carbone dans une molécule la rend chirale. Il existe toutefois des exceptions à cette règle, pour les molécules contenant plus d'un carbone asymétrique (composés méso, voir plus bas). Par exemple, les acides aminés (sauf la glycine) sont des molécules chirales : un acide aminé et son image dans un miroir ne sont pas superposables car la molécule contient un atome de carbone asymétrique (lié à quatre atomes ou groupements d'atomes différents). Par exemple, l'acide aminé alanine possède un carbone asymétrique, donc deux énantiomères nommés R et S, à ne pas confondre avec la série L ou D.
À noter que le concept d'atome de carbone asymétrique, s'il a été utilisé du point de vue historique et est encore employé fréquemment dans l'enseignement de la chimie, ne correspond pas aux recommandations actuelles de l'Union internationale de chimie pure et appliquée (UICPA). En effet, le terme correct est chiralité centrale autour d'un atome de carbone. Le carbone portant quatre substituants non identiques est un centre de chiralité.

### Autres molécules chirales
La chiralité n'est pas limitée au carbone ou aux autres atomes tétravalents :
- les complexes métalliques octaédriques et les métallocènes peuvent être chiraux. Le cas le plus fréquent est celui des complexes comportant trois ligands bidentes qui donne lieu à un environnement de type chiralité axiale[7] ;
- les autres molécules possédant un axe de chiralité comme les allènes, les biphényles et les composés spiro ;
- les molécules présentant une hélicité comme les hélicènes (voir hexahélicène) et de nombreux polymères d'origine biologique comme les protéines et les acides nucléiques ;
- les molécules possédant un plan de chiralité comme le E-cyclooctène, les composés du type ferrocène dont un cycle porte deux substituants différents, etc.
- les molécules non-planes possédant un axe de symétrie Cn telles que certains calixarènes, cyclotrivératrylènes, phosphangulènes ou même corannulènes peuvent aussi être chiraux. Il est alors impossible de définir un centre de chiralité et on parle de chiralité inhérente (en), terme initialement flou qui a été défini de façon rigoureuse par Szumna en 2010[8].

Formellement, c'est la symétrie de la molécule qui détermine si elle est chirale ou non (elle est alors appelée achirale). Dans la pratique, une molécule est chirale si et seulement si elle est dépourvue de tout axe de rotation impropre d'ordre n (n entier strictement positif), noté Sn. Il s'agit de la rotation de la molécule de 2π/n autour de l'axe, suivie d'une réflexion par rapport à un plan perpendiculaire à cet axe. Un axe de rotation impropre d'ordre 1 (S1) est un plan de symétrie (noté {\displaystyle \sigma }) et un axe de rotation impropre d'ordre 2 (S2) est un centre de symétrie (noté i).
Les énantiomères de complexes métalliques octaédriques possédant trois ligands bidentes sont dénommés Δ (delta, droit) et Λ (lambda, gauche) et déterminés comme suit :
On dispose l'octaèdre sur une face qui regroupe un bout de chaque ligand (on le regarde selon un axe de symétrie d'ordre 3, la symétrie du complexe est D3), les sommets de l'octaèdre se répartissent sur deux plans. Si un sommet du plan supérieur est lié par un ligand au sommet à sa droite sur le plan inférieur, le complexe est dit droit ou Δ. En revanche, si le sommet inférieur est à sa gauche, le complexe est gauche ou Λ.
Les énantiomères d'allènes, biphényles et des composés spiro sont déterminés par des règles précises de l'UICPA et sont dénommés aR et aS (a=axe), ou P (plus) pour l'hélice de pas droit et M (moins) pour celle de pas gauche respectivement (nomenclature des hélices).
Les énantiomères de molécules possédant un plan de chiralité comme le E-cyclooctène sont notés pR et pS (p=plan) ou M et P respectivement.

### Nomenclature
Au XIXe siècle, on a montré que certains composés en solution dévient le plan de polarisation de la lumière polarisée. Certains le dévient à gauche (angle -α) et d'autres à droite (angle +α). C'est le cas pour les énantiomères : un dévie la lumière à droite, il est dit dextrogyre (d), et l'autre la dévie à gauche, il est lévogyre (l) au même degré. Ceci permet de les différencier. La nomenclature D/L fait référence à la configuration absolue, c'est-à-dire à l'arrangement spatial du composé par référence à l'alanine, un des acides aminés naturels.
Un mot sur la nomenclature utilisée pour désigner la configuration d'un centre de chiralité (l'arrangement dans l'espace des substituants de l'atome tétravalent) : les chimistes disent R/S pour « Rectus, droit » ou « Sinister, gauche » (nomenclature officielle de Cahn-Ingold-Prelog), mais les biologistes continuent d'utiliser l'ancien système D/L. Le premier système est fondé sur un ordre de priorité convenu des quatre différents substituants du carbone asymétrique ; le système D/L est une désignation graphique due à Emil Fischer et utilise, pour établir la désignation à donner à une molécule chirale, des corrélations chimiques compliquées à partir du glycéraldéhyde. Il n'y a aucune relation entre les deux systèmes, qui sont basés sur des critères totalement différents. De plus, dans les deux cas, il n'y a aucune relation entre la configuration et les propriétés optiques (dextrogyre ou lévogyre).

### Règles de Cahn, Ingold et Prelog

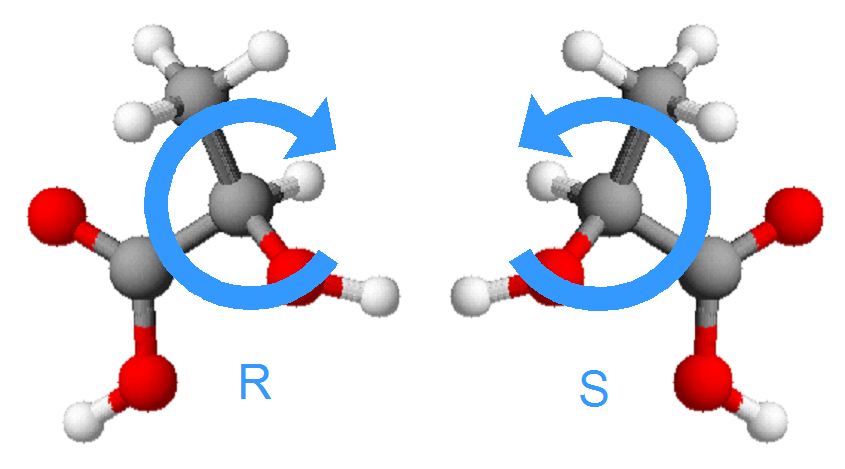
Exemple d'application des règles de Cahn, Ingold et Prelog.

La nomenclature R/S décrit la configuration absolue en caractérisant le sens de rotation (horaire R, anti-horaire S) des substituants autour des carbones asymétriques par leur ordre de priorité.
Plusieurs carbones peuvent être asymétriques. Le sens de rotation de chacun est indiqué dans le nom de la molécule. On peut donc avoir du (2S,5R)-5-chlorohexan-2-ol, du (2S,5S)-5-chlorohexan-2-ol, du (2R,5R)-5-chlorohexan-2-ol ou encore du (2R,5S)-5-chlorohexan-2-ol. Parmi ces quatre diastéréoisomères, il y a deux paires d'énantiomères (2S,5R et 2R,5S, puis 2S,5S et 2R,5R) où les chiralités des deux centres stéréogènes ont leurs configurations inversées.
En général, n centres d'asymétrie donneront 2n stéréoisomères, dont 2n−1 paires d'énantiomères (et donc 2n−1 paires de diastéréoisomères).
Il est nécessaire de faire attention aux molécules possédant un composé méso : dans les cas où la moitié des centres asymétriques miroitent l'autre moitié, et qu'il y a donc un plan de symétrie qui divise la molécule en deux moitiés identiques, les stéréoisomères seront superposables et on désigne cet isomère méso, ce qui réduit le nombre de stéréoisomères.

## Quel énantiomère en biologie?

### Une molécule chirale, un seul énantiomère «naturel» (biologique)
Aujourd'hui, les acides aminés « naturels » qui constituent les êtres vivants sont tous L alors que, lorsqu'on les synthétise dans des conditions symétriques (expérience de Miller-Urey par exemple), on obtient un mélange 50/50 des formes L et D : c'est un racémique. C'est la même chose pour les sucres : tous les glucides « naturels » (biologiques) sont de la série D. De manière générale, dans le vivant, un seul énantiomère a été sélectionné à chaque fois que le problème s'est posé. Par exemple, seule la forme L de la vitamine C est assimilée par l'organisme. On parle d'homochiralité du vivant 
Ceci n'interdit pas la participation à la vie des acides aminés D.
Pourquoi et comment la vie a-t-elle systématiquement privilégié une des deux formes ? demeure une question non résolue.
Pour un début d'explication sur la façon dont l'excès d'un type d'énantiomères des molécules biologiques a été généré, des chercheurs se sont tournés vers l'espace où les phénomènes de radiation peuvent opérer à grande échelle, et c'est l'hypothèse des chercheurs du Argonne National Laboratory aux États-Unis.
La traversée de corps à forte orientation chirale produit une lumière polarisée. De fortes sources de lumière polarisée ayant été détectées dans la nébuleuse d'Orion, on suppose qu'il s'y trouve de grandes quantités de molécules énantiomériquement pures.

### Propriétés biologiques différentes des énantiomères
Deux énantiomères possèdent des propriétés identiques dans un environnement symétrique. Ainsi un gant de cuisine plat et symétrique conviendra de la même façon à une main droite ou gauche. Par contre un gant droit ne convient pas à une main gauche. En biochimie, un récepteur lui-même chiral peut donc discriminer entre deux molécules énantiomères. Or, l'être humain est construit avec des briques élémentaires chirales (acides aminés, sucres, etc.) et, pour ce qui est du vivant, les conséquences de cette situation sont multiples, tout dépendant de la molécule et de son récepteur biologique : 
- un énantiomère peut être doué d'une propriété biologique intéressante, insecticide par exemple, alors que l'autre demeure totalement inactif. C'est le cas de la deltaméthrine ;
- deux énantiomères peuvent avoir des propriétés différentes ; par exemple, l'odeur caractéristique du fenouil et de l'aneth, qui est due à l'un des énantiomères de la carvone, tandis que l'arôme de menthe verte est dû à l'autre. De la même façon, les deux énantiomères du limonène donnent les arômes de citron et d'orange.

Ces propriétés peuvent parfois différer de manière beaucoup plus dramatique : par exemple, l'un peut être un médicament efficace et l'autre un poison. Ce danger n'avait pas été compris jusque dans les années 1970. Auparavant, pour des raisons de coût, il était naturel et courant de synthétiser des médicaments sous forme racémique, en postulant qu'un énantiomère était actif et que l'autre n'avait aucune activité biologique. Le thalidomide est un exemple classique d'une faillite dramatique de cette hypothèse : l'analgésique a été commercialisé sous forme racémique, mais l'énantiomère censé être inactif s'est avéré provoquer des malformations fœtales (activité tératogène). Néanmoins, les deux formes pouvant se convertir l'une en l'autre in vivo, l'effet tératogène n'aurait pas été évité en n'administrant qu'une forme. Depuis, il est obligatoire pour les laboratoires pharmaceutiques de tester tous les stéréoisomères pouvant être générés par le médicament originel.

## Étude
L'étude de la chiralité des molécules a lieu en utilisant des techniques optiques utilisant la réfraction, l’absorption ou l’émission de radiations anisotropes. Il est possible de mesurer le pouvoir rotatoire à une longueur d'onde fixe (polarimétrie), la dispersion rotatoire optique (en), le dichroïsme circulaire ou la luminescence circulairement polarisée. Ces techniques sont appelées « chiroptique ».